# گراس‌پوینت (میشیگان)
گراس‌پوینت، میشیگان (به انگلیسی: Grosse Pointe Park, Michigan) یک شهر در ایالات متحده آمریکا با جمعیت ۱۱٬۵۵۵ نفر است که در میشیگان واقع شده‌است.